# Drapetis hirsutipes
Drapetis hirsutipes är en tvåvingeart som beskrevs av Collin 1960. Drapetis hirsutipes ingår i släktet Drapetis och familjen puckeldansflugor. Inga underarter finns listade i Catalogue of Life.